# 2019年ネパール洪水
2019年ネパール洪水（2019ねんネパールこうずい）は、2019年7月11日からネパールの広範囲に影響を与えた鉄砲水被害である。特にテライ地域とカトマンズで深刻な被害に見舞われた。 
モンスーンの季節による豪雨が7月11日に始まり、多くの地域、特に第一州と第二州で混乱を招いた。ネパールの内務省が発表したところによると、子ども51人を含む117人が死亡し、38人が行方不明となった。また、一時は200万人が被災者として生活した。また、現地メディアによれば、家畜の死傷、財産やインフラへの深刻な被害もあったとされている。この洪水被害により、主要幹線道路を含む複数の路線では、通行止めになり、路面の崩壊が見られた路線もあった。 